# الاحتجاجات الطلابية المؤيدة لفلسطين في جامعة أوريغون 2024
نصب ما يقرب من مئة طالب من جامعة أوريغون مخيمًا في حرم جامعة يوجين تضامنًا مع الشعب الفلسطيني في غزة ومطالبةً الإدارة الجامعية باتخاذ خطوات ملموسة لدعم القضية. واندرج هذا النشاط ضمن سلسلة من الاحتجاجات المؤيدة للقضية الفلسطينية التي شهدتها الجامعات عام 2024. وقد طالب المتظاهرون إدارة الجامعة بسحب استثماراتها من "إسرائيل والشركات الإسرائيلية، ومن أيّ شركات تصنّع الأسلحة أو معدات المراقبة".

## خلفية
تصاعدت الاحتجاجات المؤيدة للفلسطينيين في الجامعات في أبريل 2024، وانتشرت في الولايات المتحدة ودول أخرى كجزء من المظاهرات على الحرب الإسرائيلية على قطاع غزة 2023. بدأ تصعيد الاحتجاجات بعد الاعتقالات الجماعية في جامعة كولومبيا، بقيادة الجماعات المناهضة للصهيونية، والتي طالب فيها المتظاهرون بسحب استثمارات الجامعات من إسرائيل بسبب الإبادة الجماعية للفلسطينيين. تم القبض على أكثر من 2950 متظاهرًا في الولايات المتحدة،  بما في ذلك أعضاء هيئة التدريس والأساتذة،  في أكثر من 60 حرمًا جامعيًا. في 7 مايو انتشرت الاحتجاجات في جميع أنحاء أوروبا مع اعتقالات جماعية في هولندا. وبحلول منتصف مايو تم أيضًا إنشاء 20 معسكرًا في المملكة المتحدة، وفي جامعات في أستراليا وكندا. وقد أشار بعض المتظاهرين إلى الحركة باسم "الانتفاضة الطلابية".

## الجدول الزمني

### 1 مايو
في اليوم الأول من شهر مايو، أدلى السيد كارل شولتز، رئيس جامعة أوريغون، ببيانٍ يتناول موضوع المعسكر. وافتتح بيانه بتأكيده الصريح على دعمه لحق الطلاب في التظاهر والتعبير عن آرائهم بحرية، إلا أنه انتقد مطالب المتظاهرين بسحب الاستثمارات ووصفها بـ "الجانب الأدائي". ونظرًا لعدم قناعته بجدوى هذه المطالب، لم يبدِ أي دعمٍ لها.
ومع ذلك، فقد وقّع 74 من أعضاء هيئة التدريس والموظفين في الجامعة على رسالة مفتوحة أعربوا فيها عن دعمهم للمخيم ومطالبه.

### 5-6 مايو
بحلول الخامس من مايو، اتسع المخيم ليضم ما يقارب من 150 خيمة. وفي ظهر اليوم التالي، السادس من مايو، زعم المتحدثون باسم المخيم تلقيهم رسالة من إدارة الجامعة تُهددهم بإلغاء العفو الأكاديمي عن المشاركين في الاحتجاجات إذا لم يُزال المخيم بحلول ظهر اليوم التالي.
وجاء ذلك التهديد وسط شكاوى من بعض الطلاب اليهود من الإزعاج الذي يُسببه لهم المخيم. وردًا على ذلك، أوضح أحد المتظاهرين أن المظاهرة تهدف إلى المطالبة بالحماية الرسمية للطلاب اليهود، وأن منظمات تمثل الطلاب اليهود، مثل "الصوت اليهودي من أجل السلام"، قد ساعدت في إقامة المخيم.

## أنظر أيضا
- 2024 احتلال الحرم الجامعي المؤيد للفلسطينيين في جامعة ولاية بورتلاند
- قائمة الاحتجاجات المؤيدة للفلسطينيين في الجامعات في الولايات المتحدة عام 2024